# Didas

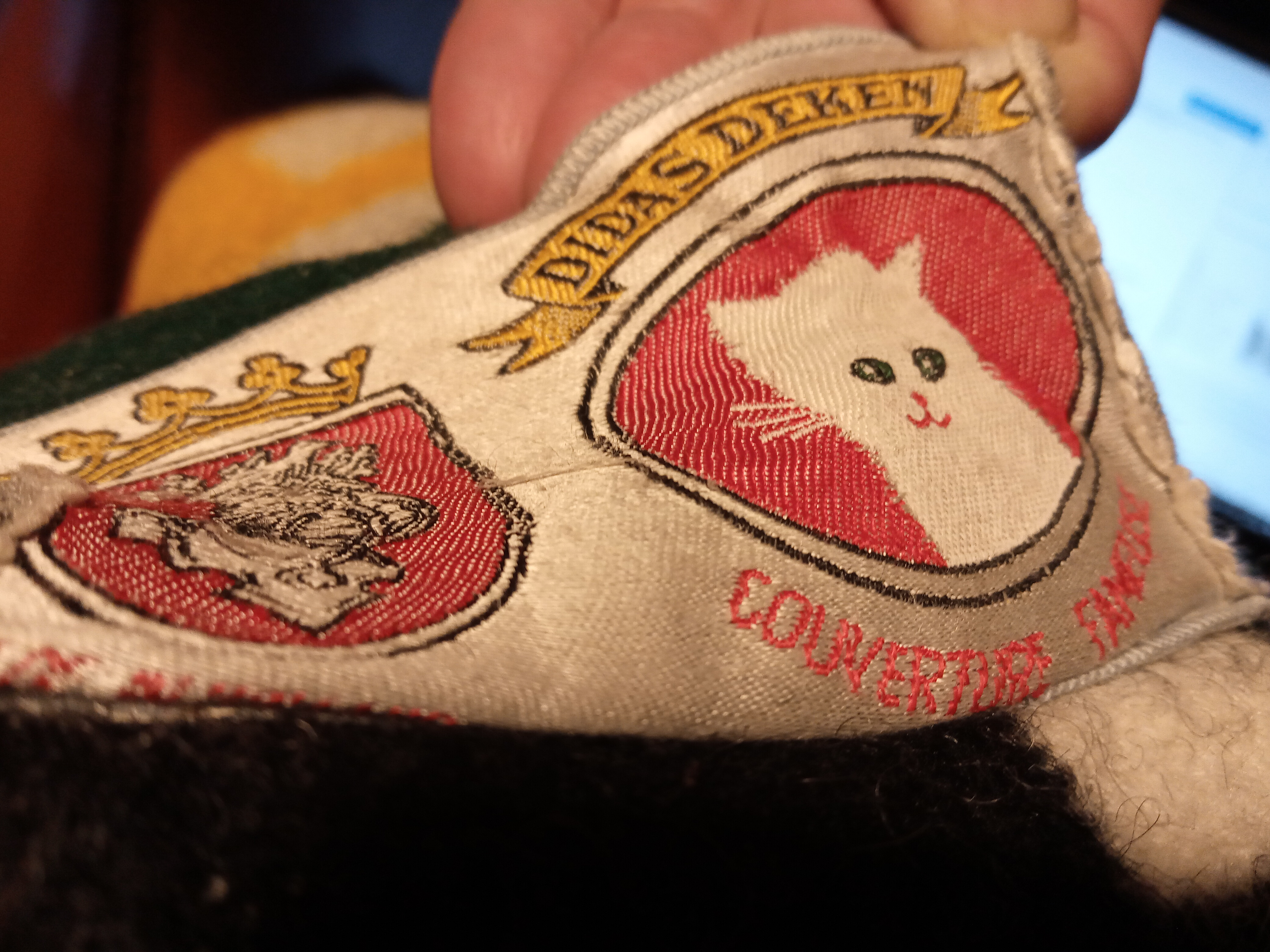
Label van de Didasdeken uit ca. 1960

Didas is de algemeen gebruikte bedrijfsnaam tevens merknaam van het textielbedrijf Diddens & Van Asten te Helmond. De naam Didas is een combinatie van de eerste letters van de samengestelde bedrijfsbenaming.Vanaf circa 1959 werd het als merknaam gepromoot, met name voor de dekens. Als logo diende een witte poes (symbool van zachtheid), later met een rode strik met daarop de merknaam. In de jaren 60 van de twintigste eeuw werd een wit poesje uitgevoerd in plastic gevuld met schuimrubber met de dekens meegeleverd.

## Geschiedenis

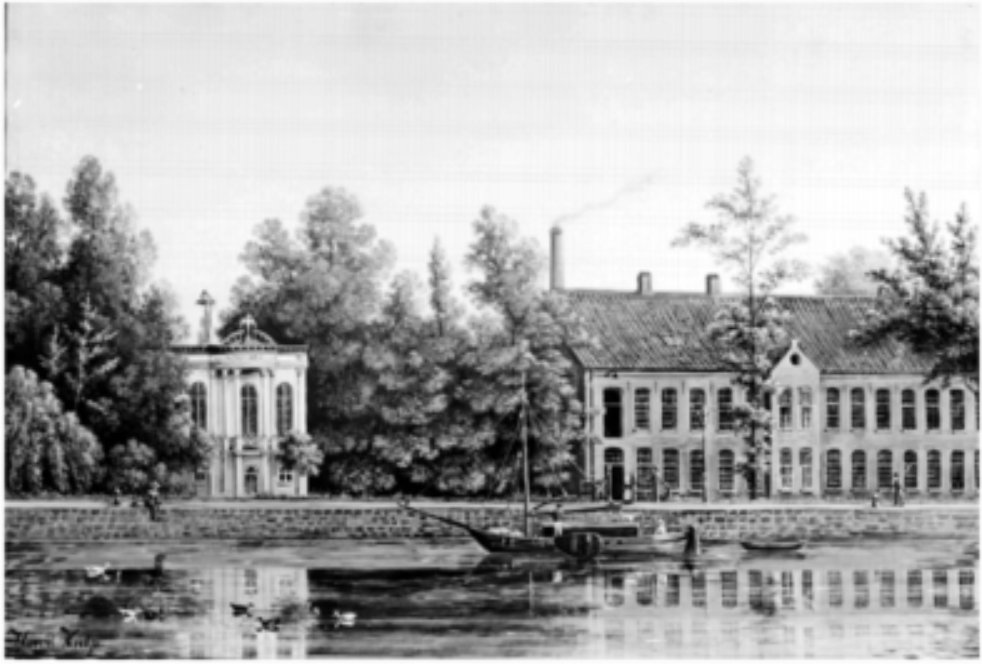
De fabriek in 1880. Foto: A. Kat

De onderneming dateert uit de tweede helft van de 19e eeuw en begon als ververij annex bontweverij. Maar het kende een ambachtelijke voorloper in de bedrijfsactiviteiten van de familie Diddens. Een van de grondleggers was Willem Diddens, die kinderloos was. Al zo'n 100 jaar eerder, in 1730 verhuisde ene Diddens uit Nederweert naar Helmond. Een nazaat van deze Diddens, Reiner (Reinerus) Diddens, begon in 1825 een ververij op de hoek van de Markt en de Kamstraat. De dochter van Reiner Diddens, Anna Catharina Huberta Diddens (Helmond, 19 juni 1816- 1 maart 1888) trouwde in 1842 met Willem van Asten (Tilburg, 10 december 1813-Helmond, 29 juli 1886). Willem van Asten, tot 1857 werkzaam als weversbaas bij weverij Prinzen in Gemert, werd vervolgens actief in het bedrijf van zijn schoonvader waar hij aan de bestaande ververij een weefbedrijf toevoegde.  Anna Diddens was actief bij de St. Elizabeth Vereniging in Helmond. Het echtpaar kreeg 7 kinderen. Hun 7e kind, Reinerus Aloysius Hubertus (Louis) van Asten (1855-1931), zette de zaken voort als textielfabrikant. In 1868 werd, na het overlijden van Reiner Diddens, de onderneming officieel voortgezet odn Diddens en van Asten. In 1875 vond de introductie van de machinale productie plaats; er werd een stoommachine in gebruik genomen. In 1883 begon de bouw van een fabriek aan de Kanaaldijk Noord-Oost, langs de Zuid-Willemsvaart in Helmond.
De onderneming bleef een familiebedrijf, eerst kwam - in 1882 - een schoonzoon, J G Snijder, mede in de bedrijfsleiding. Onder de tweede generatie Van Asten, in de persoon van Willem van Asten (1895 – 1969), zoon van Louis van Asten namen de zaken een grote vlucht. Willem Diddens was een zwager van zijn grootvader. Willem van Asten had op de textielschool van Mönchengladbach het vak geleerd. Onder zijn leiding ontstond de merknaam Didas. In 1912 begon men met het produceren van dekens van afvalgarens, in navolging van de plaatselijke concurrent P de Wit. De activiteiten werden uitgebreid, er werd in 1915 een spinnerij toegevoegd voor de vervaardiging van de afvalgarens, odn Nijverdal. Dit nieuwe gedeelte was een ontwerp van de plaatselijke architect L. de Vries. In 1925 volgde een verdere uitbreiding.. In 1921 werd de familievennootschap omgezet in een nv.

## Bloei en neergang
In de eerste naoorlogse decennia beleefde de onderneming haar grootste bloei. In 1957 werd er een verdieping met een showroom op het hoofdgebouw geopend. In de jaren zestig volgden nog diverse uitbreidingen. Daarnaast werd in 1962 een weverij in het Belgische Aalst gevestigd, omdat daar meer personeel te krijgen zou zijn. In de toptijd werkten er tegen 1000 mensen bij de fabriek. Naast wollen dekens werden vanaf einde jaren 1950 ook dekens van dralon (acryl van de Bayerfabriek) gemaakt. Na het overlijden van Willem van Asten zag diens zoon Alfred de industrie teloorgaan; de mensen kochten geen dekens meer, maar gingen massaal over op dekbedden. In 1972 werd de spinnerij gesloten en werd de productie van garens ondergebracht bij Thomas de Beer in Tilburg. In 1975 werden 88 van de 450 overgebleven personeelsleden ontslagen. Drie jaar later, in 1978, fuseerde het restant, de bontweverij, met Raymakers. De nieuwe combinatie, Raymakers Didas Verenigde Bontweverijen B.V., kreeg samen met Raymakers Didas Verkoop- en Administratiekantoor in april 1981 surseance en ging ten onder.
In de jaren 1980 volgde sloop van het grootste deel van het bedrijfscomplex. Op 24 augustus 1984 werd de grote schoorsteen opgeblazen, in 1987 waren de laatste resten van het overgebleven bedrijfscomplex gesloopt.